# Henri Anatole de Beaulieu
Pour les articles homonymes, voir Beaulieu.
Henri Anatole de Beaulieu, né le 25 février 1819 à Paris et mort le 1er juin 1884 dans la même ville, est un peintre orientaliste français.
Considéré comme l'un des meilleurs élèves d'Eugène Delacroix, il fait ses débuts au Salon de Paris de 1844 avec une scène inspirée de l'Inquisition. Plus tard, il peint des tableaux d'Italie et d'Orient. Ses œuvres, imprégnées d'une certaine poésie mélancolique, présentent une grande vivacité dans la présentation.

## Œuvres
- La surprise
- La Sérénade
- Le Billet
- Le Combat dans l'ancienne batterie
- L'œuf d'autruche
- Mémoire d'une rencontre militaire
- L'Armée de la Loire
- Fontaine dans une maison saccagée, 1874
- Allégorie
- Guerrier combattant un serpent, 1858
- Un corps de garde de volontaires dans la maison d'un forgeron , 1871
- Orientale dans le patio, 1880